# IJsbaan van Hamar
In Hamar (Noorwegen) staan of stonden de hieronder genoemde vier ijsbanen. Hamar is sinds 1890 een van de belangrijkste plaatsen in de schaatssport en de laatste decennia het epicentrum van de schaatssport in Noorwegen. Sinds de opening van het Vikingschip in 1992 heeft Hamar het belangrijkste ijsstadion van Noorwegen in bezit.

## Vikingskipet
Het Vikingskipet is de schaatsbaan van Hamar. "Vikingskipet" betekent het Vikingschip, vanwege de vorm van de hal. Het dak lijkt van de buitenkant namelijk een omgekeerd Vikingschip. De schaatsbaan werd gebouwd voor de Olympische Winterspelen van 1994 in Lillehammer. De kleinzoon van langebaanschaatser Peter Sinnerud, Sven Peter Sinnerud, prepareert het ijs voor alle kampioenschappen in het Vikingskipet. Bij de ijsbaan is een eigen station, maar na de Olympische Spelen is dit nooit meer gebruikt.
Anno maart 2024 is het Vikingskipet de nummer 7 op de lijst van snelste ijsbanen ter wereld.
Nederlandse schaatsers zijn altijd zeer succesvol geweest in het Vikingschip. Van de 11 wereldtitels allround die in het stadion zijn verdeeld, zijn 8 titels naar een Nederlander gegaan. In 1993 veroverde Falko Zandstra na een heroïsch gevecht met Johann Olav Koss zijn enige wereldtitel. Rintje Ritsma won er in 1999 zijn derde wereldtitel en Renate Groenewold won in 2004 haar enige wereldtitel allround. Sven Kramer zegevierde driemaal (2009, 2013 en 2017) en Ireen Wüst stond twee keer op het hoogste tree (2013 en 2017). In 2022 behaalde Irene Schouten er de wereldtitel allround vrouwen.
Het Vikingskipet is ook een bandybaan. Het is de thuisbaan van de bandyclub Hamar IL bandy, die spelen in de hoogste Noorse bandy competitie.

### Grote wedstrijden
Internationale kampioenschappen langebaanschaatsen
- 1993 - WK allround mannen
- 1994 - EK allround
- 1994 - Olympische Winterspelen
- 1996 - WK sprint
- 1996 - WK afstanden
- 1997 - WK sprint
- 1999 - WK allround
- 2000 - EK allround
- 2002 - WK sprint
- 2004 - WK allround
- 2006 - EK allround
- 2007 - WK sprint
- 2009 - WK allround
- 2010 - EK allround
- 2013 - WK allround
- 2014 - EK allround
- 2016 - Olympische Jeugdwinterspelen
- 2017 - WK allround
- 2020 - WK allround/sprint
- 2022 - WK allround/sprint
- 2025 - WK afstanden

Wereldbekerwedstrijden langebaanschaatsen
- 1993/1994 - Wereldbeker 2
- 1994/1995 - Wereldbekerfinale
- 1996/1997 - Wereldbeker 4
- 1997/1998 - Wereldbeker 5
- 1998/1999 - Wereldbeker 1
- 2000/2001 - Wereldbeker 7
- 2002/2003 - Wereldbeker 1
- 2003/2004 - Wereldbeker 1
- 2004/2005 - Wereldbeker 1
- 2007/2008 - Wereldbeker 6
- 2009/2010 - Wereldbeker 3
- 2010/2011 - Wereldbeker 3
- 2011/2012 - Wereldbeker 5
- 2014/2015 - Wereldbeker 5
- 2018/2019 - Wereldbeker 5

Nationale kampioenschappen langebaanschaatsen
- 1998 - NK afstanden mannen/vrouwen
- 1999 - NK sprint mannen/vrouwen
- 2000 - NK allround mannen/vrouwen
- 2006 - NK afstanden mannen/vrouwen
- 2007 - NK afstanden mannen/vrouwen
- 2008 - NK afstanden mannen/vrouwen
- 2009 - NK afstanden mannen/vrouwen
- 2010 - NK afstanden mannen/vrouwen
- 2010 - NK sprint mannen/vrouwen
- 2011 - NK afstanden mannen/vrouwen
- 2010 - NK sprint mannen/vrouwen
- 2013 - NK sprint mannen/vrouwen
- 2014 - NK afstanden mannen/vrouwen
- 2016 - NK afstanden mannen/vrouwen
- 2017 - NK sprint mannen/vrouwen
- 2019 - NK afstanden mannen/vrouwen
- 2021 - NK afstanden mannen/vrouwen
- 2021 - NK allround mannen/vrouwen

Overige sporten
- 1993 - WK Bandy
- 1993 - WK baanwielrennen
- 2002 - Speedway Grand Prix
- 2003 - Speedway Grand Prix
- 2004 - Speedway Grand Prix

### Baanrecords
| Afstand              | Schaatser                               | Land | Tijd     | Datum      |
| -------------------- | --------------------------------------- | ---- | -------- | ---------- |
| 100 m                | Pekka Koskela                           | FIN  | 09,57    | 01-11-2003 |
| 500 m                | Jenning de Boo                          | NED  | 34,24    | 14-03-2025 |
| 1000 m               | Joep Wennemars                          | NED  | 1.08,05  | 15-03-2025 |
| 1500 m               | Shani Davis                             | USA  | 1.44,27  | 21-11-2009 |
| 3000 m               | Sverre L. Pedersen                      | NOR  | 3.42,27  | 27-10-2018 |
| 5000 m               | Sven Kramer                             | NED  | 6.09,74  | 07-02-2009 |
| 10.000 m             | Nils van der Poel                       | SWE  | 12.41,56 | 06-03-2022 |
| Ploegenachtervolging | Ethan Cepuran Casey Dawson Emery Lehman | USA  | 3.39,24  | 14-03-2025 |
| Teamsprint           | Xue Zhiwen Lian Ziwen Ning Zhongyan     | CHN  | 1.18,13  | 13-03-2025 |
| 2×500 m              | Espen Aarnes Hvammen                    | NOR  | 70,900   | 22-01-2016 |
| Sprintvierkamp       | Tatsuya Shinhama                        | JPN  | 137,465  | 29-02-2020 |
| Minivierkamp         | Allan D. Johansson                      | NOR  | 149,921  | 09-01-2016 |
| Kleine vierkamp      | Magnus B. Haugli                        | NOR  | 152,611  | 16-12-2017 |
| Grote vierkamp       | Sven Kramer                             | NED  | 147,567  | 07-02-2009 |

| Afstand              | Schaatsster                                            | Land | Tijd     | Datum      |
| -------------------- | ------------------------------------------------------ | ---- | -------- | ---------- |
| 100 m                | Anice Das                                              | NED  | 10,89    | 10-08-2018 |
| 500 m                | Nao Kodaira                                            | JPN  | 37,25    | 02-02-2019 |
| 1000 m               | Miho Takagi                                            | JPN  | 1.13,75  | 28-02-2020 |
| 1500 m               | Ireen Wüst                                             | NED  | 1.53,89  | 01-03-2020 |
| 3000 m               | Irene Schouten                                         | NED  | 3.58,00  | 05-03-2022 |
| 5000 m               | Martina Sáblíková                                      | CZE  | 6.50,07  | 21-11-2009 |
| 10.000 m             | Nina Bjørnbeth-Tørset                                  | NOR  | 16.44,01 | 18-01-2015 |
| Ploegenachtervolging | Joy Beune Marijke Groenewoud Antoinette Rijpma-de Jong | NED  | 2.56,09  | 14-03-2025 |
| Teamsprint           | Jutta Leerdam Suzanne Schulting Angel Daleman          | NED  | 1.25,57  | 13-03-2025 |
| 2×500 m              | Kim Min-sun                                            | KOR  | 78,660   | 13-02-2016 |
| Sprintvierkamp       | Miho Takagi                                            | JPN  | 148,870  | 29-02-2020 |
| Minivierkamp         | Sofie Karoline Haugen                                  | NOR  | 164,139  | 16-12-2017 |
| Kleine vierkamp      | Irene Schouten                                         | NED  | 158,974  | 06-03-2022 |
| Grote vierkamp       | Anja Neumann                                           | GER  | 225,097  | 20-02-2019 |

### Wereldrecords

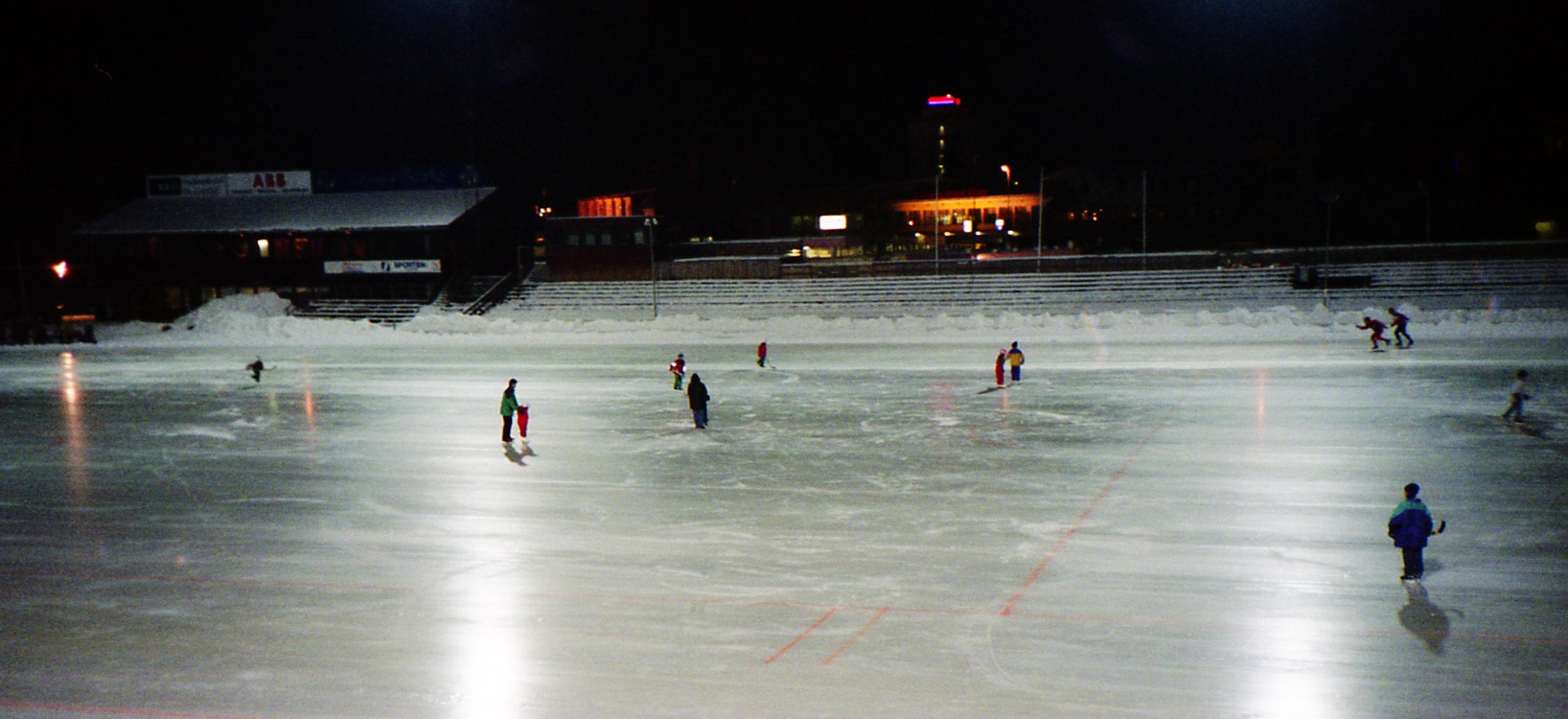
Hamar Stadion, 1996

| Nr.                            | Discipline         | Naam                                  | Land             | Tijd     | Datum             |
| ------------------------------ | ------------------ | ------------------------------------- | ---------------- | -------- | ----------------- |
| 1.                             | 500 meter (m)      | Dan Jansen                            | Verenigde Staten | 35,92    | 4 december 1993   |
| 2.                             | 5000 meter (m)     | Johann Olav Koss                      | Noorwegen        | 6.35,53  | 4 december 1993   |
| 3.                             | 5000 meter (v)     | Gunda Niemann                         | Duitsland        | 7.13,29  | 6 december 1993   |
| 4.                             | 1500 meter (m)     | Rintje Ritsma                         | Nederland        | 1.51,60  | 8 januari 1994    |
| 5.                             | Grote vierkamp (m) | Rintje Ritsma                         | Nederland        | 156,201  | 7/9 januari 1994  |
| 6.                             | 5000 meter (m)     | Johann Olav Koss                      | Noorwegen        | 6.34,96  | 13 februari 1994  |
| 7.                             | 1500 meter (m)     | Johann Olav Koss                      | Noorwegen        | 1.51,29  | 16 februari 1994  |
| 8.                             | 1000 meter (m)     | Dan Jansen                            | Verenigde Staten | 1.12,43  | 18 februari 1994  |
| 9.                             | 10.000 meter (m)   | Johann Olav Koss                      | Noorwegen        | 13.30,55 | 20 februari 1994  |
| ↓ gereden met de klapschaats ↓ |                    |                                       |                  |          |                   |
| 10.                            | 3000 meter (v)     | Claudia Pechstein                     | Duitsland        | 4.07,13  | 13 december 1997  |
| 11.                            | 5000 meter (v)     | Gunda Niemann-Stirnemann              | Duitsland        | 6.57,24  | 7 februari 1999   |
| 12.                            | Grote vierkamp (m) | Rintje Ritsma                         | Nederland        | 152,651  | 6/7 februari 1999 |
| 13.                            | 5000 meter (v)     | Gunda Niemann-Stirnemann              | Duitsland        | 6.56,84  | 16 januari 2000   |
| 14.                            | 3000 meter (v)     | Gunda Niemann-Stirnemann              | Duitsland        | 4.00,26  | 17 februari 2001  |
| 15.                            | Grote vierkamp (m) | Chad Hedrick                          | Verenigde Staten | 150,478  | 7/8 februari 2004 |
| 16.                            | Achtervolging (m)  | KC Boutiette Chad Hedrick Derek Parra | Verenigde Staten | 3.48,56  | 13 november 2004  |

## Hamar Stadion
Het Hamar Stadion is een voormalige natuurijsbaan in Hamar in de provincie Hedmark in het zuiden van Noorwegen. De ijsbaan was in gebruik van 1920 tot 1992 en lag op 133 meter boven zeeniveau.
In het Hamar Stadion zijn tal van internationale kampioenschappen georganiseerd. De ijsbaan heeft vijf keer het EK allround voor mannen, één keer het WK allround voor mannen en twee keer het WK allround voor vrouwen mogen organiseren. Voor wereldkampioenschappen allround werd veelal gekozen voor het grotere Bislett Stadion in Oslo, dat in die tijd voor het publiek beter bereikbaar was en meer toeschouwers kon plaats bieden.
In de jaren 50, 60 en 70 ontwikkelde het Hamar Stadion zich als belangrijkste trainingscentrum voor zowel de Noorse als de Nederlandse nationale ploeg. Het stadion stond bekend om haar uitstekende ijs en sfeervolle ambiance. Voor het ijs werd water uit het Mjøsa-meer opgepompt. De sfeervolle ambiance had het stadion te danken aan de houten tribunes met houten omheining.

### Grote wedstrijden
Internationale kampioenschappen
- 1911 - EK allround mannen
- 1923 - EK allround mannen
- 1934 - EK allround mannen
- 1948 - EK allround mannen
- 1952 - WK allround mannen
- 1953 - EK allround mannen
- 1980 - WK allround vrouwen
- 1985 - WK allround mannen
- 1991 - WK allround vrouwen

Wereldbekerwedstrijden
- 1986/1987 - Wereldbeker 6 mannen

Nationale kampioenschappen
- 1930 - NK allround mannen
- 1940 - NK allround mannen
- 1956 - NK allround mannen
- 1962 - NK allround vrouwen
- 1963 - NK allround mannen
- 1972 - NK sprint mannen/vrouwen
- 1979 - NK allround mannen
- 1983 - NK allround vrouwen
- 1987 - NK sprint mannen/vrouwen
- 1987 - NK allround mannen
- 1987 - NK allround vrouwen

### Wereldrecords
| Nr. | Discipline         | Naam              | Land       | Tijd    | Datum              |
| --- | ------------------ | ----------------- | ---------- | ------- | ------------------ |
| 1.  | 3000 meter (m)     | Michael Staksrud  | Noorwegen  | 4.59,1  | 25 februari 1933   |
| 2.  | 5000 meter (m)     | Max Stiepl        | Oostenrijk | 8.18,9  | 3 februari 1934    |
| 3.  | 10.000 meter (m)   | Charles Mathiesen | Noorwegen  | 17.01,5 | 3 maart 1940       |
| 4.  | 10.000 meter (m)   | Hjalmar Andersen  | Noorwegen  | 16.32,6 | 10 februari 1952   |
| 5.  | Grote vierkamp (m) | Knut Johannesen   | Noorwegen  | 183,035 | 19/20 januari 1963 |

## Mjøsen
Mjøsen is een natuurijsbaan op het Mjøsa-meer in Hamar in de provincie Hedmark, Noorwegen. De natuurijsbaan is geopend in 1886 en gesloten op 1914 en ligt op 123 meter boven zeeniveau.
In 1894 tijdens het Europees kampioenschap allround reed Jaap Eden een onwaarschijnlijk wereldrecord op de 5.000 meter in 8 minuten en 37,6 seconden. Rondom dit wereldrecord heeft altijd een geheimzinnig verhaal over een kamermeisje in het Victoria-hotel geheerst. Honderd jaar later is het verhaal bekend geworden nadat de Noren Alte Naess en Jan Haug een boek geschreven hebben over de schaatsgeschiedenis van Hamar. Jaap Eden was op slag verliefd geworden op een leuk kamermeisje, waardoor hij niet op de 500 en 10.000 meter aan de start verscheen en direct kansloos was voor de titel. Het kamermeisje - Frederike Norseng haalde Jaap Eden wel over tot het rijden van een 5 kilometer (In die tijd was het mogelijk op slecht één afstand uitkomen). Het wereldrecord dat Eden vervolgens reed heeft liefst zeventien jaar stand gehouden.

### Grote wedstrijden
Internationale kampioenschappen
- 1894 - EK allround mannen
- 1895 - WK allround mannen

Nationale kampioenschappen
- 1902 - NK allround mannen
- 1907 - NK allround mannen
- 1912 - NK allround mannen
- 1919 - NK allround mannen

### Wereldrecords
| Nr. | Discipline       | Naam            | Land      | Tijd    | Datum            |
| --- | ---------------- | --------------- | --------- | ------- | ---------------- |
| 1.  | 500 meter (m)    | Einar Halvorsen | Noorwegen | 50,2    | 28 februari 1892 |
| 2.  | 5000 meter (m)   | Einar Halvorsen | Noorwegen | 9.10,2  | 28 februari 1892 |
| 3.  | 500 meter (m)    | Alfred Næss     | Noorwegen | 49,4    | 5 februari 1893  |
| 4.  | 1500 meter (m)   | Peder Østlund   | Noorwegen | 2.32,6  | 25 februari 1893 |
| 5.  | 500 meter (m)    | Einar Halvorsen | Noorwegen | 48,0    | 26 februari 1893 |
| 6.  | 500 meter (m)    | Alfred Næss     | Noorwegen | 48,0    | 26 februari 1893 |
| 7.  | 5000 meter (m)   | Einar Halvorsen | Noorwegen | 9.07,0  | 26 februari 1893 |
| 8.  | 500 meter (m)    | Einar Halvorsen | Noorwegen | 47,0    | 24 februari 1894 |
| 9.  | 500 meter (m)    | Alfred Næss     | Noorwegen | 47,0    | 24 februari 1894 |
| 10. | 1500 meter (m)   | Peder Østlund   | Noorwegen | 2.31,4  | 24 februari 1894 |
| 11. | 1500 meter (m)   | Einar Halvorsen | Noorwegen | 2.29,6  | 24 februari 1894 |
| 12. | 1500 meter (m)   | Peder Østlund   | Noorwegen | 2.28,8  | 25 februari 1894 |
| 13. | 5000 meter (m)   | Jaap Eden       | Nederland | 8.37,6  | 25 februari 1894 |
| 14. | 1500 meter (m)   | Jaap Eden       | Nederland | 2.25,4  | 23 februari 1895 |
| 15. | 10.000 meter (m) | Jaap Eden       | Nederland | 17.56,0 | 23 februari 1895 |
| 16. | 500 meter (m)    | Oscar Mathisen  | Noorwegen | 44,0    | 16 maart 1913    |

## Åkersviken
Åkersviken is een natuurijsbaan op het Mjösa-meer in Hamar in de provincie Hedmark, Noorwegen. De natuurijsbaan is geopend in 1891 en gesloten op 1894 en ligt op 123 meter boven zeeniveau.

### Grote wedstrijden
Nationale kampioenschappen
- 1894 - NK allround mannen

## Hamar Idrettslag
De gebruiker van de ijsbanen in Hamar is de vereniging Hamar Idrettslag. Bekende (ex-)schaatsers van deze vereniging zijn:
- Michael Staksrud
- Hans Engnestangen
- Ivar Martinsen
- Dag Fornæss
- Amund Sjøbrend
- Even Wetten
- Eskil Ervik

Niet-erkende ijsbanen

1924:  Stade de Mont Blanc · 
1928:  Badrutts Park · 
1932:  James B. Sheffield Olympic Skating Rink · 
1936:  IJsbaan van Garmisch-Partenkirchen · 
1948:  Badrutts Park · 
1952:  Bislett Stadion · 
1956:  Meer van Misurina · 
1960:  Squaw Valley Olympic Skating Rink · 
1964:  Olympia Eisstadion Innsbruck · 
1968:  Anneau de Vitesse de Grenoble · 
1972:  Makomanai Skating Centre · 
1976:  Olympia Eisstadion Innsbruck · 
1980:  James B. Sheffield Olympic Skating Rink · 
1984:  Zetra Ice Rink · 
1988:  Olympic Oval · 
1992:  Stade de Patinage Olympique · 
1994:  Vikingskipet · 
1998:  M-Wave · 
2002:  Utah Olympic Oval · 
2006:  Oval Lingotto · 
2010:  Richmond Olympic Oval · 
2014:  Adler Arena · 
2018:  Gangneung Science Oval · 
2022:  National Speed Skating Oval
2026:  Fiera Milano
 Adler Arena 2013 ·
 Gangneung Science Oval 2017 ·
 Kometa 2016 ·
 Max Aicher Arena 2005, 2011, 2019 ·
 M-Wave 2000, 2008 ·
 National Speed Skating Oval 2027 ·
 Olympic Oval 1998, 2024 ·
 Richmond Olympic Oval 2009 ·
 Sportforum Hohenschönhausen 2003 ·
 Taereung International Skating Rink 2004 ·
 Thialf 1999, 2012, 2015, 2021, 2023 ·
 Tor Stegny 1997 ·
 Utah Olympic Oval 2001, 2007, 2020 ·
 Vikingskipet 1996, 2025
Arena Ritten ·
Asama Onsen Skating Rink ·
De Bonte Wever ·
De Uithof ·
Vechtsebanen ·
Sportpaleis Krylatskoje ·
IJsstadion Davos · 
Fram kunstisbane ·
Gaétan Boucher Oval ·
Gunda Niemann-Stirnemann Halle ·
Hamar Stadion ·
Heilongjiang Indoor Rink ·
Horst-Dohm-Eisstadion ·
Ice Arena Tomaszów Mazowiecki ·
IJssportcentrum Eindhoven ·
IJsstadion Stadspark ·
Isstadion Eskilstuna ·
James B. Sheffield Olympic Skating Rink ·
Jeonju Ice Rink ·
Provinciale ijsbaan van Jilin ·
Guidant John Rose Minnesota Oval ·
Kometa ·
Leangen Kunstis ·
Lövsta Idrottsplats ·
Ludwig Schwabl Stadion ·
M-Wave ·
Machiyama Highland Skating Center ·
Max Aicher Arena ·
Medeo ·
Minsk Arena ·
National Speed Skating Oval ·
No Mori Skating Centre ·
Olympia Eisstadion Innsbruck ·
Olympic Oval ·
Oulunkylä ·
Oval Lingotto ·
Pettit National Ice Center ·
Ruddalens IP ·
Savalen kunstisbane ·
Skien isstadion ·
Slåtthaug kunstisbane ·
Sørmarka Arena ·
Sportforum Hohenschönhausen ·
Sportpaleis Alau ·
Stade de Patinage Olympique ·
Stadio del Ghiaccio ·
Taereung Ice Rink ·
Thialf ·
Tokachi Oval ·
Tomakomai Highland Sport Center ·
Tor Stegny ·
Uiam Rink ·
Uralskaja Molnija ·
US High Mountain Altitude Sportcenter ·
Utah Olympic Oval ·
Valle Hovin kunstisbane ·
Vikingskipet ·
Skating Center Karuizawa